# Тамароа

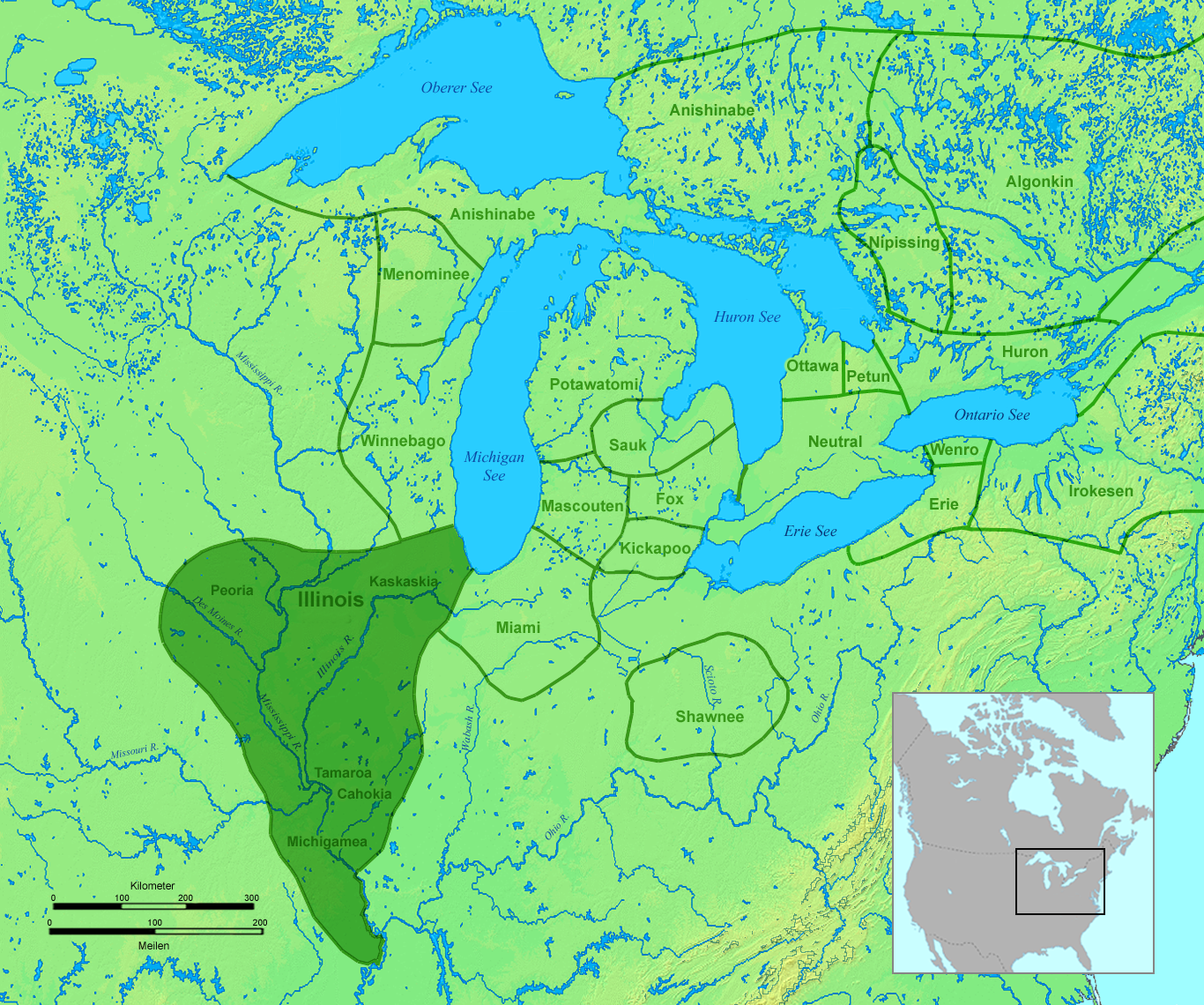
Традиционная территория тамароа и соседних племён

Тамароа (англ. Tamaroa) — племя североамериканских индейцев алгонкинской языковой группы, входили в конфедерацию иллинойсов. Говорили на языке майами-иллинойс.

## Этноним
Название племени происходит от термина tamarowa, означающего на иллинойсском языке «отрезанный хвост», который относился к тотемному животному, такому как медведь или дикая кошка.

## История
Примерно в 1680 году около трёх тысяч тамароа проживали вдоль реки Миссисипи, недалеко от устьев рек Иллинойс и Миссури. Впоследствии они обосновались вблизи современного города Кахокия. В 1682 году в их деревне, также называемой Тамароа, насчитывалось около 180 жилищ. В 1689 году недалеко от деревни племени была основана католическая миссия, которая привлекла кахокия, другое племя конфедерации иллинойсов, поселившееся среди тамароа. После объединения двух племён в поселении насчитывалось всего 90 жилищ, что указывает на быстрый упадок тамароа.
Около 1703 года тамароа и кахокия объединились с каскаскией и мичигамея в устье реки Каскаския и оставались там до 1832 года. В новой деревни, которая находилась недалеко от французского поселения Каскаския, численность тамароа ещё более сократилась от эпидемий, а также из-за войн с чикасо. В 1803 году правительство США признало выживших тамароа членами племени каскаския. В 1818 году два вождя тамароа подписали договор с американскими властями, согласно которому, конфедерация иллинойсов уступала Соединённым Штатам примерно половину современного штата Иллинойс.
В 1832 году тамароа, кахокия, каскаския и мичигамея объединились с пеорией и обменяли оставшиеся у них земли на резервацию в Канзасе, которая находилась на территории современных округов Франклин и Майами. В 1854 году племена объединились с веа и пианкашо, сформировав конфедеративное племя пеория, которое в 1867 году было переселено на северо-восток Индейской территории. В XXI веке потомки тамароа зачислены в признанное на федеральном уровне племя индейцев пеория в штате Оклахома.